# TP马泽姆贝
TP马泽姆贝（Tout Puissant Mazembe），也譯为马曾比、马赞姆贝，是一支位于民主刚果卢本巴希的足球俱乐部，球队的主场为卢本巴希市立体育场。

## 球队荣誉
- 國際足協世界冠軍球會盃
  - 亚军：2010年

- 非洲冠军联赛
  - 冠军：1967年，1968年，2009年，2010年，2015年
  - 亚军：1969年，1970年

- 非洲聯盟盃
  - 冠军：2016年，2017年
  - 亚军：2013年

- 非洲优胜者杯
  - 冠军：1980年

- 刚果民主共和国足球甲级联赛
  - 冠军：1966年，1967年，1969年，1976年，1987年，2000年，2001年，2006年，2007年，2009年，2011年，2012年，2013年，2013–14年，2015–16年，2016–17年，2018–19年，2019–20年，2020–21年

- 民主刚果杯
  - 冠军：1966年，1967年，1976年，1979年，2000年
  - 亚军：2003年

## 队徽

旧队徽
现队徽